# 하장성
하장성(河楊省, 하양성 베트남어: Hà Giang / 河楊)은 베트남의 오래된 지방이다. 2025년 6월 12일, 하장성 성이 뚜옌꽝성 편입되었다.

## 어원
성의 이름인 하장은 한월어 하장(河江)에서 왔다.

## 지리
하장성은 까오방성, 뚜옌꽝성, 라오까이성과 옌바이성으로 둘러싸여 있으며 북쪽으로는 중국과의 국경이 마주하고 있다. 하장성은 많은 높은 바위산, 석회암 형성층과 수원지를 가지고 있다. 중요한 산은 깜산과 모네오산이다. 하장성의 주요한 강으로는 하장의 좌안에 위치해 있는 로강과 미엔강이 있다.
하장성의 지형 구조는 절제되어 있기는 하지만 꽤나 복잡하다. 고도로 현지화된 산지 기후 패턴이 다른 지역들과는 다른 다양한 조건을 만들어내며 인상적인 석회암과 화강암 봉우리와 노두를 만들었다. 하장성은 3개의 기후 지역을 가지고 있다. 기후에 따라 이 지역은 건지와 우기로 구별된다. 국경에서는 두 개의 북부 인도차이나 기후대가 그 지역의 기후에 영향을 미친다. 하장성의 저지대는 낮은 언덕, 로강 계곡과 하장시를 구성한다. 까오보현에서는 건기가 9월 중순부터 5월말까지 지속되며, 나머지 기간은 우기가 된다. 그러나 주자현에서는 우기가 한 달 더 빨리 시작된다. 하장성의 성도인 하장의 연평균 기온은 22.78 °C이다. 월별 평균치는 1월에 15.48 °C에서 7월에는 27.88 °C까지 올라간다. 하장시의 연간 강우량은 2,430.1mm 수준이다. 월별 평균치는 12월의 31.5mm에서 7월에는 515.6mm까지 치솟는다. 평균 연간 습도 수준은 84%이다.
하장성은 떠이꼰린(2,419m)과 께우레우띠(2,402m)를 포함하여 많은 높은 봉우리가 있다. 이들 산은 목재를 제공한다. 이 산에는 대략 1,000종의 식물이 있으며, 동물군으로는 호랑이, 공작새, 꿩과 팡골린이 있다. 하장시는 1979년 중국과 전쟁 중에 심한 손상을 입었지만, 이후 재건되었다.

## 경제
하장성은 높은 산악 지대로 이 성을 여행하기가 어렵다. 산악형 농업과 숲으로 덮여 있는 곳이다. 하장성의 중심 고원은 수출용 자두나 복숭아, 감 등을 생산하며, 차도 재배하고 있다.
농업에 의존하는 구조이다 보니 하장성은 베트남에서 가장 가난한 성 중의 하나이다. 전통적으로 경제적 활동의 대부분을 농업과 임업으로 해결해 왔으며, 최근에는 제조업을 정착시키려 노력하고 있다. 이곳의 사회간접자본도 조금씩 개선되었지만, 열악한 도로 환경이나 학교, 병원 등은 타 지역에 비해 개선할 점이 많다.

## 행정 구역

### 시
- 하장시 (Hà Giang / 河楊市)

### 현
- 박메현 (Bắc Mê / 北迷縣)
- 박꽝현 (Bắc Quang / 北光縣)
- 동반현 (Đồng Văn / 同文縣)
- 호앙수피현 (Hoàng Su Phì / 黃樹皮縣)
- 메오박현 (Mèo Vạc / 苗旺縣)
- 꽌바현 (Quản Bạ / 官垻縣)
- 꽝빈현 (Quang Bình / 光平縣)
- 비쑤옌현 (Vị Xuyên / 渭川縣)
- 씬먼현 (Xín Mần / 箐門縣)
- 옌민현 (Yên Minh / 安銘縣)

## 민족
이곳에는 베트남의 소수민족이 많이 살고 있다. 전체 인구의 10%를 차지하는 킨족을 제외하고, 지배적인 22개의 소수 민족이 있다. 가장 많은 소수 민족이 따이족과 그리고 다오족, 몽족, 로로족이 있다. 전체 400인 미만의 인구를 가진 푸페오족이나 풀라족 같은 희귀 소수민족도 존재한다.